# Paralephana albirenata
Paralephana albirenata là một loài bướm đêm trong họ Noctuidae.